# Sargent Shriver
Robert Sargent Shriver Jr. (ur. 9 listopada 1915 w Westminster w stanie Maryland, zm. 18 stycznia 2011 w Bethesda, Maryland) – amerykański polityk, dyplomata i działacz publiczny, związany z Partią Demokratyczną.
W swoim życiu Shriver pełnił m.in. funkcję głównego organizatora i pierwszego dyrektora Korpusu Pokoju oraz ambasadora Stanów Zjednoczonych we Francji. Podczas wyborów prezydenckich w 1972 został oficjalnym kandydatem Partii Demokratycznej na stanowisko wiceprezydenta u boku senatora George’a McGoverna.
23 maja 1953 poślubił Eunice Kennedy Shriver, siostrę ówczesnego senatora Johna F. Kennedy’ego, przez co został członkiem politycznego klanu Kennedych. Sargent i Eunice mieli pięcioro dzieci, synów: Bobby’ego (ur. 28 kwietnia 1954), Timothy’ego (ur. 1959), Marka (ur. 1964) i Anthony’ego (ur. 1965), a także córkę Marię, dziennikarkę, która wyszła za znanego aktora Arnolda Schwarzeneggera, byłego gubernatora Kalifornii.
Był aktywny przy kampanii wyborczej szwagra Johna, który, przy jego dużym udziale, został wybrany na stanowisko prezydenta w 1960. W latach 1961–1966 Shriver stał na czele Korpusu Pokoju, mianowany przez Johna na to stanowisko. Był także zaangażowany w inne programy społeczne, zwłaszcza w okresie „wojny z nędzą” proklamowaną przez następcę Kennedy’ego Lyndona B. Johnsona. Z nominacji tego ostatniego został mianowany ambasadorem we Francji, gdzie przebywał, mianowany ponownie przez Richarda Nixona, w latach 1968-1970. Uchodził za popularnego w kraju, gdzie reprezentował swój rząd.
W 1970 wymieniano go jako potencjalnego kandydata na stanowiska gubernatora Illinois lub rodzinnego Maryland, jednak nie podjął w tym celu żadnych kroków. Najszerzej znany został niespodziewanie w 1972, kiedy mianowany przez demokratów kandydat na wiceprezydenta, senator Thomas Eagleton z Missouri został wycofany z listy wyborczej, a McGovern podjął decyzję o zastąpieniu go Shriverem. Tandem McGovern-Shriver wyraźnie przegrał z urzędującym prezydentem Nixonem i wiceprezydentem Spiro T. Agnew (także z Marylandu), stosunkiem 60-39%. Demokraci wygrali wybory tylko w Massachusetts i Waszyngtonie (stolicy kraju), co dało im zaledwie 17 głosów elektorskich.
Samodzielnie kandydował do nominacji prezydenckiej w 1976, ale, pomimo szeroko akcentowanych zdolności w prowadzeniu kampanii wyborczej, o porażce zadecydowało postrzeganie go jako niesamodzielnego „człowieka Kennedych”.
Był katolikiem. Pod koniec życia walczył z chorobą Alzheimera.